# ミス・インターナショナル2007
第47回ミス・インターナショナル（47th Miss International Beauty Pageant）は2007年10月15日に日本のザ・プリンスパークタワー東京で開催された。

## 概要
当初は中国で開催予定だった。しかし準備に間に合わず、2年ぶりに日本で開催することになった。
(当該年度に中国国内にてミス・ワールドが開催されるため保護の関係で開催できなかったと見られている)
今大会は各国の予選を勝ち抜いた61カ国が参加した。また、世界大会当日はミス・インターナショナル2008日本代表が決定された。

## 結果
- 2007ミス･インターナショナル：プリシラ・ペラレス（メキシコ）
- 2007準ミス・インターナショナル（第2位）：Despina Vlepaki（ギリシア）
- 2007準ミス・インターナショナル（第3位）：Yulia Sindzeyeva（ベラルーシ）
- ミス・フォトジェニック：白田久子（ 日本）
- ミス･フレンドシップ：Kwan Hing (Grace) Wong（香港）
- ナショナル･コスチューム賞：Jonella Oduber（アルーバ）